# ON Semiconductor
ON Semiconductor est une entreprise américaine de semi-conducteurs, spin-off de Motorola, créé en 1999.

## Histoire
En novembre 2015, ON Semiconductor annonce son souhait d'acquérir Fairchild Semiconductor pour 2,4 milliards de dollars, pour consolider sa présence dans le domaine de la gestion d'alimentation des circuits électriques.

## Sites de production

### En Europe
- Audenarde (Belgique, jusqu'à 2024-2025)
- Rožnov (République Tchèque)

### En Asie
L'entreprise possède des sites de production au Japon, en Chine, en Corée du Sud, au Vietnam, aux Philippines et en Malaisie.

### En Amérique du Nord
- Burlington (Canada)
- South Portland (États-Unis)
- Rochester (États-Unis) : site fermé en 2020[6]
- Mountain Top (États-Unis)
- Pocatello (États-Unis)
- Nampa (États-Unis)
- Gresham (États-Unis)